# أحمد صلاح (لاعب كرة طائرة)
أحمد عبد نعيم (و. 1984  م) هو لاعب كرة طائرة، من مصر، ولد في القاهرة، شارك في الألعاب الأولمبية الصيفية 2008، والكرة الطائرة في الألعاب الأولمبية الصيفية 2016، يلعب كمهاجم ‏.

## روابط خارجية
- أحمد عبد نعيم على موقع عالم الكرة الطائرة (الإنجليزية)
- أحمد عبد نعيم على موقع أوليمبيديا (الإنجليزية)